# Narya
Narya también llamado el "Anillo del Fuego" o el "Anillo Rojo", es un anillo mágico que forma parte de las historias del escritor J. R. R. Tolkien ambientadas en la Tierra Media.

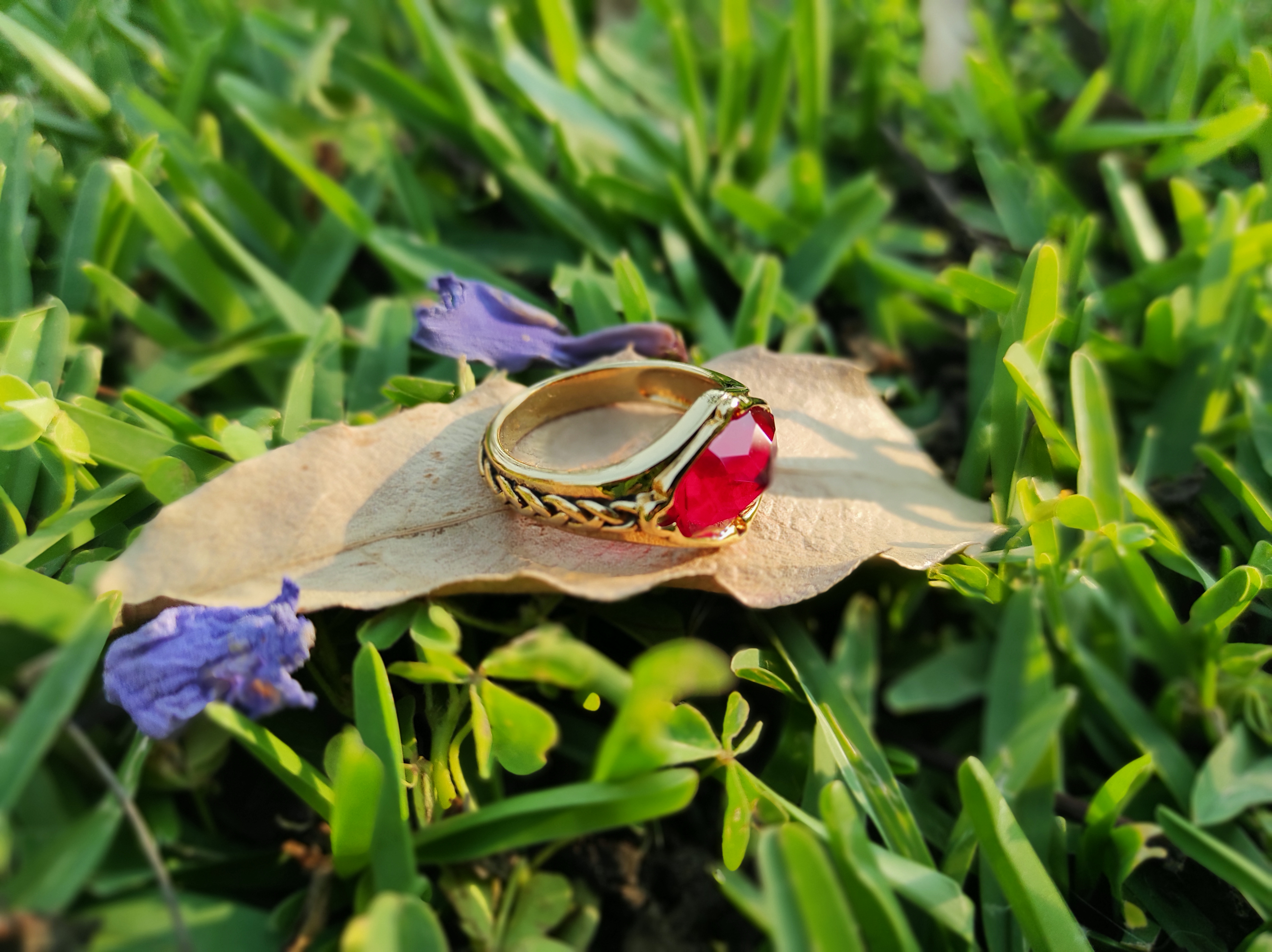
Narya - Versión cinematográfica de Peter Jackson

Narya es uno de los más poderosos Anillos de Poder y a uno de los cuales hace referencia el verso "Tres Anillos para los Reyes Elfos bajo el cielo" que aparece al principio de "El Señor de los Anillos". Contaba entre sus poderes con la capacidad de reanimar los corazones y procurarles valor. Era un anillo de oro con un rubí engarzado. La palabra nar en sindarin se relaciona con el sol y con el fuego.

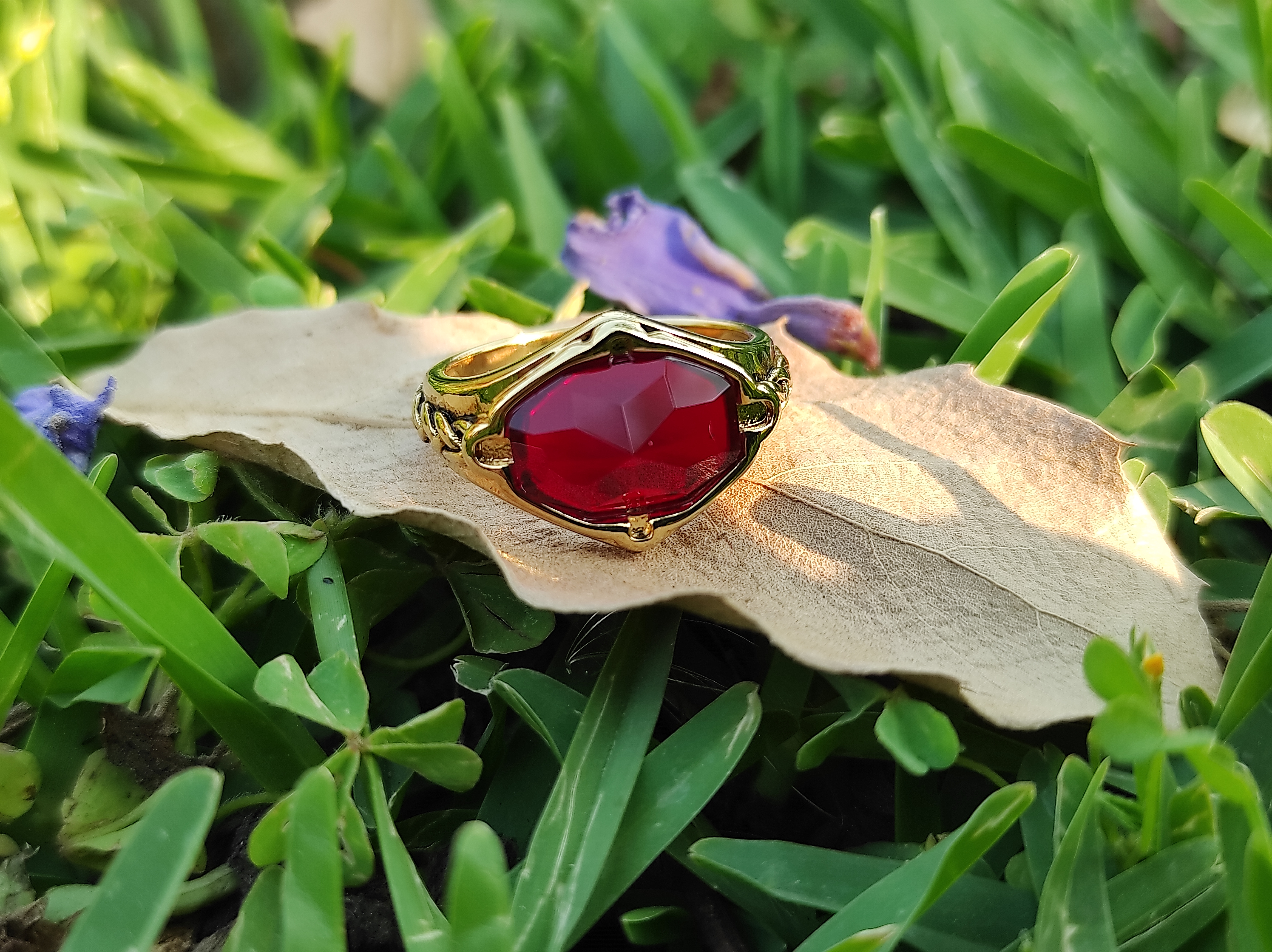
Narya - Visto de frente. Versión cinematográfica de Peter Jackson

Fue creado por Celebrimbor después de la partida de Annatar (Sauron) de Eregion y estaba libre de su influencia, ya que fue escondido al conocer los elfos la forja del Anillo Único, pero, como todos los demás anillos, estaba sometido a su poder. Al comienzo de la guerra entre los elfos y Sauron, Celebrimbor cedió Narya, junto al anillo Vilya, a Gil-Galad, Rey de los Noldor. Este a su vez lo entregó a Círdan, Señor de los Puertos Grises (Mithlond), que lo mantuvo después de la muerte de Gil-Galad. 
A mediados de la Tercera Edad, Círdan, en el momento en que los Istari desembarcaron en los Puertos Grises, entregó el anillo a Mithrandir (Gandalf), pues Círdan veía más profundamente que nadie en la Tierra Media, y sabía de dónde venía Gandalf y adónde retornaría, y percibía que, de todos los Magos, era Gandalf quien tenía la mayor altura espiritual, aunque pareciera el menos importante. Se lo dio diciéndole: 

"Toma este anillo, pues trabajos y fatigas te esperan. Éste es el Anillo del Fuego, y con él tal vez puedas reanimar los corazones y procurarles el valor de antaño en un mundo que se enfría. En cuanto a mí, mi corazón está con el mar, y permaneceré junto a las costas grises hasta que parta el último barco. Hasta entonces te esperaré".
Los Istari, Cuentos inconclusos de Númenor y la Tierra Media.

Gandalf lo poseyó en adelante, usándolo en su causa contra Sauron y ayudándose de él para dar fuerza a los corazones de todos los pueblos en la lucha contra el Señor Oscuro. Al final de la Tercera Edad, tras la destrucción del Anillo Único, momento en que todos los anillos perdieron su poder,
Gandalf embarcó en Mithlond junto a los demás Portadores de los Anillos, llevando con él a Narya rumbo al Antiguo Occidente.
- Datos: Q931279